# エンラマイシン
エンラマイシン（英：Enramycin 、別名enduracidin）は、Streptomyces fungicidusが産生するポリペプチド抗生物質である。
エンラマイシンは、グラム陽性の腸内病原菌により引き起こされる壊死性腸炎を予防するため、ブタやニワトリの飼料添加物として広く使用されている。

## 作用機序
エンラマイシンは、グラム陽性菌の細胞壁生合成に必要な酵素MurGの阻害剤として作用する。MurGはペプチドグリカン生合成の最終段階であるトランスグリコシル化反応を触媒する。この段階を阻害すると、細胞壁の完全性が大きく傷害し、細胞溶解を引き起こす。

## 感受性スペクトル
エンラマイシンはグラム陽性の腸内病原菌、特に壊死性腸炎の主な原因であるウェルシュ菌に対して非常に有効であることが判明している。以下は、いくつかの獣医領域での病原菌に対するMICデータである。
ウェルシュ菌: 0.05 μg/ml – 1.6 μg/ml
黄色ブドウ球菌: 0.013 μg/ml – 0.413 μg/ml

## 構成
標準品のエンラマイシンはエンラマイシンAとエンラマイシンBと呼ばれる2つの主成分で構成される。これら2つの成分は分析のための標準品として日常的に使用されているが、個々の化合物としての活性についての研究や特性はあまり知られていない。